# Vessigebro
Vessigebro es un pueblo en la provincia de Halland, Suecia. El pueblo tiene una población de 836 (2020) y un área de 1,28 km².

## Personajes
- Daniel Alexandersson, futbolista
- Niclas Alexandersson, futbolista
- Grethe Bartram, informante (Gestapo)
- August Bondeson, escritor
- Ingrid Hansson, atleta
- Emmi Christensson, cantante y actriz